# Stan Helsing
Stan Helsing (conhecido como Scary Movie 5 em algumas partes da Ásia; Horror Movie na Itália; e  Mega Monster Movie na Germânia) é um filme estadunidense de 2009, dos gêneros comédia de terror e paródia, dirigido por Bo Zenga (o produtor executivo de Scary Movie). É uma paródia dos filmes de terror, como Hellraiser e Halloween. Ken Kirzinger interpreta "Mason", uma paródia do próprio personagem que ele interpretou em Freddy vs. Jason.
Assim como Scary Movie, parodia também  programas de TV, pessoas e eventos culturais pop.

## Sinopse
Em uma noite escura, Stan Helsing (Steve Howey) trabalhava normalmente como o caixa da locadora Schlockbuster (paródia da Blockbuster Inc.), quando seu chefe pede que ele faça uma importante entrega, caso contrário estará demitido. Stan consegue uma carona com seu melhor amigo Teddy (Kenan Thompson), a ex-namorada Nadine (Diora Baird) e amiga Mia (Desi Lydic), que estavam indo para uma festa de Halloween no outro lado da cidade. Após se depararem com um engarrafamento na estrada, os amigos pegam um atalho e após várias confusões no caminho, chegam a uma cidadezinha escura e deserta, onde entram em um bar local e são obrigados pela garçonete transexual Kay (Leslie Nielsen) a cantar uma música no karaokê. Após conseguirem sair do local, descobrem que todos ali, inclusive Kay, já estavam mortos e que os os vilões dos filmes de terror (Needlehead, Fweddy, Lucky, Mason, Michael Cryers e Pleatherface) atacaram a cidade. Agora, para se salvarem, Stan e seus amigos precisarão correr contra o tempo, enquanto cruzam com vários acontecimentos malucos em seu caminho.

## Elenco
- Steve Howey - Stan Helsing
- Diora Baird - Nadine
- Kenan Thompson - Teddy
- Desi Lydic - Mia
- Leslie Nielsen - Kay
- Travis MacDonald - Hitcher
- Chad Krowchuk - Sully
- Darren Moore - Crazy
- Kit Zenga - Orphan
- Jeremy Crittenden - Coroinha
- Lee Tichon - Michael Cryers (paródia de Michael Myers da franquia Halloween)
- Twan Holliday - Pleatherface (paródia do Leatherface de O Massacre da Serra Elétrica)
- Ken Kirzinger - Mason (paródia do Jason Voorhees de Sexta Feira 13)
- Ben Cotton - Fweddy (paródia do Freddy Krueger de A Hora do Espanto)
- Jeff Gulka - Lucky (paródia do Chucky de Brinquedo Assassino)
- Charles Zuckermann - Needlehead (paródia do Pinhead de Hellraiser)
- Hilary Strang - Esposa Hippie
- Ray G. Thunderchild - Marido Hippie
- Gray Szakacs - Michael Jackson
- John DeSantis - Frankenstein
- Ryan Steele - Lobisomem
- Jeremiah Sird - Indiano idiota

## Paródias
- Sexta-Feira 13
- Brinquedo Assassino
- Hellraiser
- Halloween
- Freddy vs. Jason
- Matadores de Vampiras Lésbicas
- Van Helsing
- O Massacre da Serra Elétrica
- Superman - O Retorno
- E.T. - O Extraterrestre
- A Hora do Pesadelo
- Village People
- Barack Obama
- Jeepers Creepers